# Sium peucedanoides
Sium peucedanoides är en flockblommig växtart som beskrevs av Spreng.. Sium peucedanoides ingår i släktet vattenmärken, och familjen flockblommiga växter. Inga underarter finns listade i Catalogue of Life.